# Бермудские Острова на летних Олимпийских играх 1952
Бермуды принимали участие в Летних Олимпийских играх 1952 года в Хельсинки (Финляндия) в третий раз за свою историю, но не завоевали ни одной медали. Сборную страны представляли две женщины.